# Mihijam
Mihijam è una città dell'India di 32.869 abitanti, situata nel distretto di Dumka, nello stato federato del Jharkhand. In base al numero di abitanti la città rientra nella classe III (da 20.000 a 49.999 persone).

## Geografia fisica
La città è situata a 23° 51' 08 N e 86° 52' 34 E.

## Società

### Evoluzione demografica
Al censimento del 2001 la popolazione di Mihijam assommava a 32.869 persone, delle quali 17.489 maschi e 15.380 femmine. I bambini di età inferiore o uguale ai sei anni assommavano a 4.918, dei quali 2.547 maschi e 2.371 femmine. Infine, coloro che erano in grado di saper almeno leggere e scrivere erano 22.735, dei quali 13.428 maschi e 9.307 femmine.